# Engelhartszell
Engelhartszell település Ausztriában, Felső-Ausztria tartományban, a Schärdingi járásban, területe 19 km².

## Fekvése
Tengerszint feletti magassága 302 méter. Engelhartszell Untergriesbach, Neustift im Mühlkreis, Hofkirchen im Mühlkreis, Waldkirchen am Wesen, Sankt Aegidi, Kopfing im Innkreis, Sankt Roman és Vichtenstein településekkel határos.

## Népesség
Lakosainak száma 942 fő (2018. január 1.).